# Феррейра, Филипе де Карвалью
Филипе де Карвалью Феррейра (порт. Filipe de Carvalho Ferreira; род. 1 декабря 2003, Цюрих, Швейцария) — швейцарский футболист португальского происхождения, нападающий клуба «Грассхоппер».

## Карьера

### «Грассхоппер»
Играл в командах «Грассхоппера» до 16, 18 и 21 года. В январе 2021 года стал игроком основной команды. Дебютировал за клуб в Челлендж-лиге 9 февраля 2021 года в матче с «Винтертуром». Вышел на поле в Суперлиге Швейцарии 5 февраля 2022 года в матче с футбольный клубом «Цюрих», заменив Кристиана Герца на 84-й минуте.